# Synagoge (Lygumai)

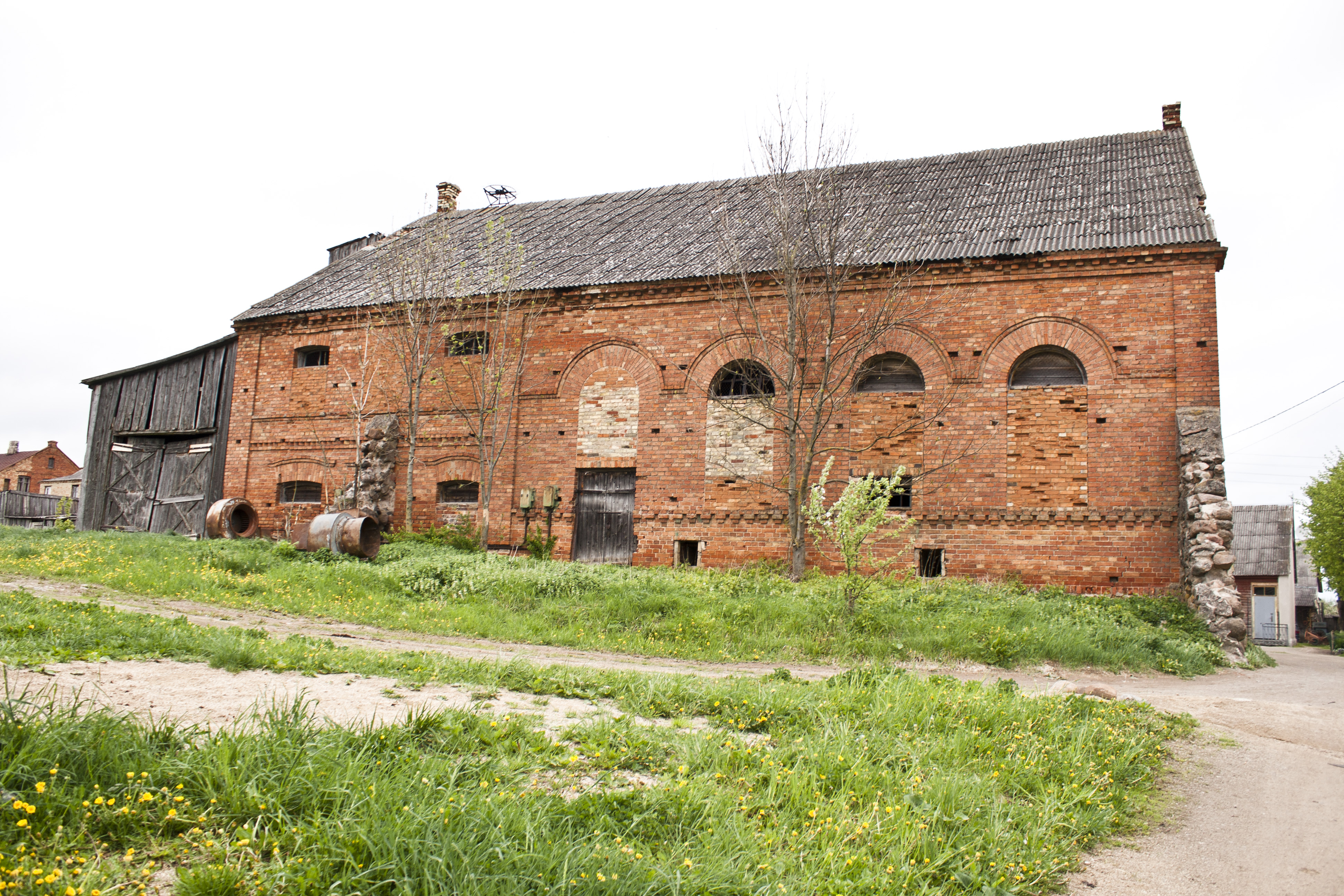
Synagoge in Lygumai (2012)

Die Synagoge in Lygumai, einer Stadt in der Rajongemeinde Pakruojis in Litauen, wurde Ende des 19. Jahrhunderts errichtet.
Die profanierte Synagoge im Stil des Historismus wurde nach dem Zweiten Weltkrieg zweckentfremdet.
Das Gebäude aus Ziegelmauerwerk steht heute leer und verfällt. 